# Mondragon, Vaucluse
Mondragon este o comună în departamentul Vaucluse din sud-estul Franței. În 2009 avea o populație de 3.665 de locuitori.

## Evoluția populației
| An        | 1975  | 1982  | 1990  | 1999  | 2006  | 2009  |
| --------- | ----- | ----- | ----- | ----- | ----- | ----- |
| Populație | 2.399 | 2.913 | 3.118 | 3.363 | 3.523 | 3.665 |